# Eef Ruisch
Everhardus Roelof (Eef) Ruisch (Dordrecht, 26 juli 1906 – Dordrecht, 24 oktober 1976) was een Nederlands voetballer, die als aanvaller speelde, en voetbaltrainer.
Ruisch kwam vijftien seizoenen uit voor D.F.C. waar hij met Kees Mijnders een befaamde linkervleugel vormde. Hij speelde tussen 1926 en 1928 in totaal zeven keer voor het Nederlands voetbalelftal waarbij hij twee doelpunten maakte.
Na zijn voetballoopbaan was UVS in 1937 zijn eerste club als trainer. Hij behaalde in 1940 het hoogste diploma als oefenmeester en beëindigde zijn carrière in 1960 bij ONA.   